# Castelo do Piauí
Castelo do Piauí är en kommun i Brasilien.   Den ligger i delstaten Piauí, i den östra delen av landet, 1 400 km nordost om huvudstaden Brasília. Antalet invånare är 18 338.. Huvudorten i kommunen är Castelo do Piauí.